# Drávasztára
Drávasztára là một thị trấn thuộc hạt Baranya, Hungary. Thị trấn này có diện tích 18,18 km², dân số năm 2010 là 395 người, mật độ 22 người/km².